# Sharofiddin Lutfullayev
Sharofiddin Lutfullayev z cyrilice Шарафуддин Лутфиллаев (* 9. září 1990) je uzbecký zápasník–judista.

## Sportovní kariéra
Připravuje se v Termezu v klubu Surxon. V uzbecké mužské reprezentaci se pohybuje od roku 2011 v pololehké váze do 60 kg. V roce 2016 se kvalifikoval na olympijské hry v Riu, ale v uzbecké nominaci na olympijské hry dostal přednost Diyorbek Oʻrozboyev.

### Vítězství
- 2013 - 1x grand prix(Taškant)
- 2015 - 1x grand prix (Varšava, Tbilisi, Samsun)
- 2018 - 1x gran prix (Minsk)
- 2019 - 1x grand prix (Marrákeš, Záhřeb)
- 2019 - 2x světový pohár (Tokio Yaponiya)
- 2019 - 3x Grand slalom (Qingdao Masters)

## Výsledky
| Olympijské hry    |     | — |   |    |     | — |   |     |    |  |  |
| Mistrovství světa | —   |   | — | —  | úč. |   | — | úč. | 2. |  |  |
| Asijské hry       |     |   |   | 5. |     |   |   | —   |    |  |  |
| Mistrovství Asie  | —   | — | — |    | 3.  | — | — |     | 5. |  |  |
| Univerziáda       | úč. |   | — |    | —   |   | — |     |    |  |  |